# 메구리네 루카
메구리네 루카(일본어: 巡音ルカ, Megurine Luka)는 크립톤 퓨처 미디어가 2009년 1월 30일 발매한, 야마하의 보컬 음성 합성 소프트웨어 VOCALOID2를 기반으로 한 소프트웨어이다.

## 개요
컴퓨터 음악 소프트웨어 캐릭터 보컬 시리즈의 제3탄으로 야마하의 음성 합성 엔진 VOCALOID2를 채용하여 제작되었다. 데이터베이스는 성우 아사카와 유의 목소리를 기초로 했다. 2009년 1월 30일 발매되었으며, 특히 일본어 VOCALOID 최초로 영어 라이브러리가 도입되어, 더욱 자연스러운 영어 발음이 가능해졌다.
캐릭터 디자인은 일러스트레이터 KEI가 담당하였으며, 메구리네 루카 뿐만 아닌 하츠네 미쿠, 카가미네 린·렌의 일러스트도 KEI가 담당하였다.
하얀 피부와 분홍색의 긴 머리, 푸른 눈동자를 가지고 있으며, 성인 여성으로 디자인 되어있다.
메구리네 루카의 새 버전인 '메구리네 루카 V3'가 VOCALOID3 엔진용으로 개발되고 있었으나
VOCALOID4가 발매됨에 따라 이름이 '메구리네 루카 V4X'로 변경되었고 VOCALOID4 엔진용으로 2015년 3월 19일에 발매되었다.

## 프로필과 캐릭터 관련

### 프로필
공식 페이지의 프로필에 소개된 설정은 다음과 같다.
- 발매일: 2009년 1월 30일
- 별자리: 물병자리
- 나이: 20세
- 신장: 162cm
- 체중: 45kg
- 성우: 아사카와 유
- 자신 있는 장르: 라틴 - 재즈 에스노계 팝스, 하우스 일렉트로니카계 댄스
- 자신 있는 곡 템포: 65~145BPM
- 자신 있는 음역: D3~D5

성의 의미는 ‘돌아서 전해지는 소리’(巡音)라는 뜻이 있으며, ‘루카(ルカ)’는 한자로 ‘류가(流歌)’라고 적는다.
‘노래의 향기를 전한다’라는 뜻이 있다.

### 캐릭터 관련
메구리네 루카는 소프트웨어 뿐만 아닌 캐릭터로도 많은 인기를 얻었기에 많은 사람들에 의해 2차 창작이 활발히 이루어졌다. 이러한 상황으로, 피아프로는, “피아프로 캐릭터 라이센스”와 그에 근거한, “캐릭터 이용 지침”이 결정되었다. 라이센스의 내용에 따르면 캐릭터를 이용한 비영리 무상의 범위에서 2차 창작 활동을 공식적으로 인정하고 있으며, 비영리 유상 2차 창작물의 배포를 위한 “피아프로 링크”라 하는 구조가 제공되고 있다. 캐릭터의 이미지나 타인의 권리를 침해하는 등의 행위는 규제되고 있다.
이는 메구리네 루카 뿐만 아닌 캐릭터 보컬 시리즈인 “하츠네 미쿠”, “카가미네 린,카가미네 렌”과, 초대 VOCALOID인 “MEIKO”와 “KAITO”도 포함된다.

## 문어 루카
타코 루카라고도 불리며 메구리네 루카의 넨드로이드에 함께 들어있기도 한다.

## 음원
메구리네 루카는 2009년 1월 30일에 발매된 VOCALOID2 엔진을 기반으로 한 소프트웨어이다. 음성은 성우 아사카와 유가 담당하였으며, “변덕스럽고 허스키한 여자 목소리”를 컨셉으로 하였다.
기존 일본어 VOCALOID와 다르게 영어 라이브러리를 수록하고 있어, 데이터 베이스의 용량은 3GB로, 당시 출시된 제품 중 최고로 대용량 VOCALOID였다.
하츠네 미쿠가 출시되기 전 2007년 초부터 일본어·영어 VOCALOID는 검토되고 있었다.
CV 시리즈의 제 1탄으로 아사카와 유의 목소리를 이용한 일본어 버전의 VOCALOID를 발매한 후 영어 라이브러리를 추가할 계획이였지만 계획대로 되지 않아, 하츠네 미쿠와 카가미네 린·렌을 먼저 발매한 후 일어·영어 바이링궐 VOCALOID 제품으로 발매되었다.

### 데모송
- 메구리네 루카

1. afternoon sunshine[4]
2. 音のしずく[5]

- 메구리네 루카 V4X

1. 『巡音ルカ V4X』機能紹介デモムービー
2. 「巡音ルカV4X」デモソング "シュガーバイン(Short Ver.)"

- 메구리네 루카 V4X English

1. 「巡音ルカV4X」デモソング "RIP=RELEASE(Short Ver.)”
2. 「巡音ルカV4X」デモソング " Just Be Friends(Short Ver.)"

## 미디어 믹스

### 도서
메이커 비공식 하츠네 믹스 (작:KEI, 출판:ジャイブ)
메구리네 루카의 캐릭터 디자인을 다룬 KEI에 의한 하츠네 미쿠를 주인공으로 하는 만화이다. 만화 내에서 메구리네 루카가 등장한다.
악의 대죄 베노마니아 공의 광기
악곡 베노마니아 공의 광기를 소설화 한 책. 메구리네 루카를 모티브로 한 엘루카 클락워커(잠재우는 공주로부터의 선물까지 계속 등장)와 루카나 옥토가 등장한다.
악의 대죄 엔비자카의 제봉소
악곡 엔비자카의 제봉소를 소설화 한 책.
메구리네 루카를 모티브로 한 Ma와 카요 스도우(동양식 표기:스도우 카요)가 등장한다

### 게임
하츠네 미쿠 -Project DIVA-
하츠네 미쿠를 주역으로 하는 플레이스테이션 포터블용 게임 소프트웨어로, 카가미네 린·렌도 등장한다.
하츠네 미쿠 and Future Stars Project mirai (세가)
2012년 3월 8일 3DS 전용 소프트 《하츠네 미쿠 and Future Stars Project mirai》가 발매되었으며, 2013년 11월 28일에《하츠네 미쿠 Project mirai 2》가 발매, 2015년 5월 28일 《하츠네 미쿠 Project mirai 디럭스》가 한국과 일본에 동시 발매되었다. 북미판은 2015년 9월 9일, 유럽판은 2015년 9월 11일에 발매예정. 메구리네 루카도 등장.

### 상품
넨드로이드 푸치 보컬로이드 #01
2009년 11월 발매.
넨드로이드 메구리네 루카
2010년 1월 발매.
figma 메구리네 루카
2010년 10월 발매.

## 같이 보기
- VOCALOID
- 아사카와 유
- 캐릭터 보컬 시리즈
- 크립톤 퓨처 미디어
  - MEIKO
  - KAITO
  - 하츠네 미쿠
  - 카가미네 린·렌